# ІСАП

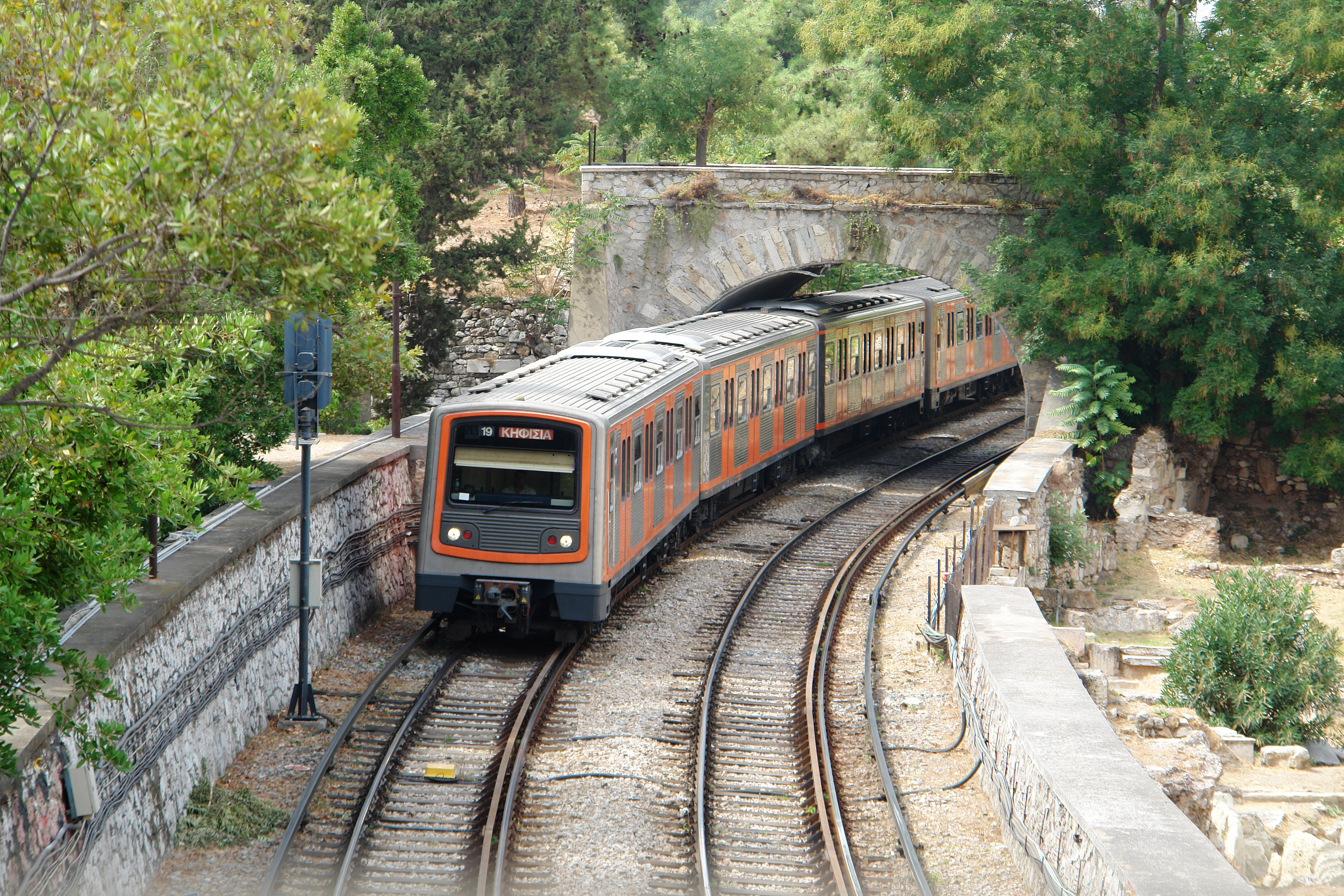
Потяг лінії ІСАП в районі Монастиракі та Афінської агори

ІСАП (грец. Η.Σ.Α.Π. — Ηλεκτρικοί Σιδηρόδρομοι Αθηνών-Πειραιώς) — електричні поїзди Афіни — Пірей — найстаріший вид швидкісного транспорту в Афінах. Проходить по території Афін з південного заходу на північний схід, сполучаючи передмістя Афін Пірей і Кіфісію. В цей час часто позначається як лінія 1 Афінського метро, хоча належить іншій компанії.

## Станції
- Пірей (грец. — Πειραιάς)
- Нео-Фаліро (грец. — Νέο Φάληρο) — сполучення з трамваєм
- Мосхато (грец. — Μοσχάτο)
- Каллітея (грец. — Καλλιθέα)
- Таврос-Елефтеріос Венізелос (грец. — Ταύρος-Ελευθέριος Βενιζέλος)
- Петралона (грец. — Πετράλωνα)
- Тісіо (грец. — Θησείο)
- Монастиракі (грец. — Μοναστηράκι) — сполучення з лінією 3 Афінського Метро
- Омонія (грец. — Ομόνοια) — сполучення з лінією 2 Афінського Метро
- Вікторія (грец. — Βικτώρια)
- Аттікі (грец. — Αττική) — сполучення з лінією 2 Афінського Метро
- Айос-Ніколаос (грец. — Άγιος Νικόλαος)
- Като-Патісія (грец. — Κάτω Πατήσια)
- Айос-Елефтеріос (грец. — Άγιος Ελευθέριος)
- Ано-Патісія (грец. — Άνω Πατήσια)
- Періссос (грец. — Περισσός)
- Пефкакія (грец. — Πευκάκια)
- Неа-Іонія (грец. — Νέα Ιωνία)
- Іракліо (грец. — Ηράκλειο)
- Іріні (грец. — Ειρήνη)
- Нерантзіотісса (грец. — Νεραντζιώτισσα) — сполучення з Проастіакос
- Марусі (грец. — Μαρούσι)
- К. А. Т. (грец. — Κ.Α.Τ.)
- Кіфісія (грец. — Κηφισιά)